# Timočka buna (film)
Timočka buna je srpski film iz 1983. godine, zasnivan na povijesnim zbivanjima poznatim pod nazivom "Timočka buna". Režiju i scenarij potpisuje Žika Mitrović. Film prati sudbinu dva brata: Lazara, kojega glumi Ljubiša Samardžić i Sibina, kojega glumi Velimir Bata Živojinović u doba velike bune protiv kralja Milana Obrenovića, koja je sredinom listopada 1883. godine na ustanak digla više od 20.000 ljudi. Snimljen u produkciji Avala filma i Morava filma.

## Radnja
Uča, učitelj u malome mjestu u Timočkoj krajini se zaljubio u mladu Austrijanku. Pokraj ljubavi, vezuje ih i buntovnički duh protiv nepravde i tiranije. S druge strane, Učin brat Sibin, kraljev časnik, ostaje vjeran kralju i tradiciji, smatra kako će Lazarevo priključenje ustanku, ukaljati čast obitelji.

## Glavne uloge
- Ljubiša Samardžić - Lazar "Uča"
- Velimir Bata Živojinović - kapetan Sibin
- Dragomir Bojanić Gidra - poslanik Ljuba Didić
- Danilo Lazović - kralj Milan Obrenović
- Vesna Čipčić - kraljica Natalija Obrenović
- Mirko Babić - Milisav "Golja"
- Dušan Janićijević - predsjednik vlade Nikola Hristić
- Irfan Mensur - Nikola Pašić
- Faruk Begolli - potpukovnik
- Dragan Ocokoljić - svećenik
- Bogoljub Petrović - poručnik
- Miodrag Popović
- Ljiljana Sedlar
- Stevan Šalajić
- Minja Vojvodić - Petko
- Jelena Žigon - Sibinova žena
- Mirko Petković
- Slobodan Kolaković
- Milutin Mićović
- Ljubo Škiljević